# Lycaena hippothoe
Bướm đồng viền tím (Lycaena hippothoe) là một loài bướm ngày thuộc họ Bướm xanh.

## Phân loài
Các phân loài gồm:
- Lycaena hippothoe hippothoe (Linnaeus, 1761)
- Lycaena hippothoe stiberi (Gerhard, 1853) – Scandinavia, Urals, Siberia.
- Lycaena hippothoe eurydame (Hoffmannsegg, 1806) – Alps.
- Lycaena hippothoe eurybia (Ochsenheimer, 1808) - (Altai Mountain, Sayan Mountains, Far East).
- Lycaena hippothoe amurensis (Staudinger, 1892 - (Transbaikalia, Amur River, Ussuri).
- Lycaena hippothoe cisalpina (Fruhstorfer, 1909)
- Lycaena hippothoe italica (Calberla, 1887) - (Italy)

Lycaena hippothoe eurydame được một số tác giả coi là một loài hợp lệ với tên là Lycaena euryname.

## Phân bố
Loài này có mặt ở Tây Âu và ở Siberia cho đến khu vực sông Amur.

## Môi trường sống
Nó sinh sống ở các bìa rừng, đồng cỏ đầm lầy và ẩm ướt, các khe và bờ sông, ở độ cao 400–1.800 mét trên mực nước biển.

## Mô tả
Lycaena hippothoe có thể đạt sải cánh dài 34–38 milimét. Mặt trên của cánh có màu đỏ cam đậm ở con đực, với viền màu nâu hoặc tím. Các đốm trên cánh trước tạo thành một vòng cung. Ngoại hình của con cái khác nhau giữa các phân loài, chúng thường có màu nâu sẫm, với các đốm nâu trên cánh trước. Mặt dưới hầu như giống nhau ở cả hai giới. Nó có màu cam nhạt và nâu nhạt với các đốm đen nâu bao quanh bởi màu trắng. Ấu trùng có màu xanh lục và dài tới 20 mm. Loài này khá giống với Lycaena alciphron và Lycaena virgaureae.

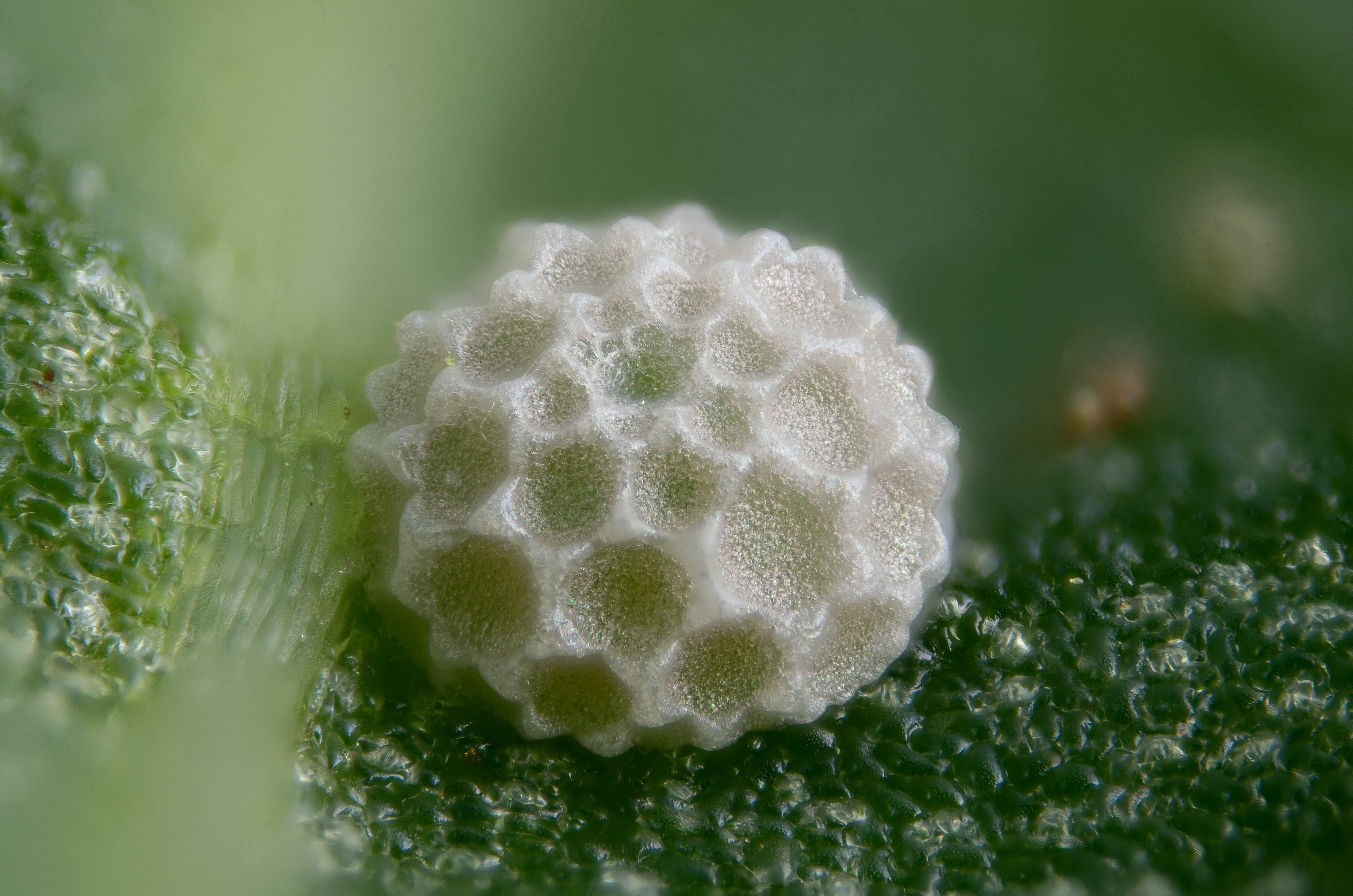
Trứng
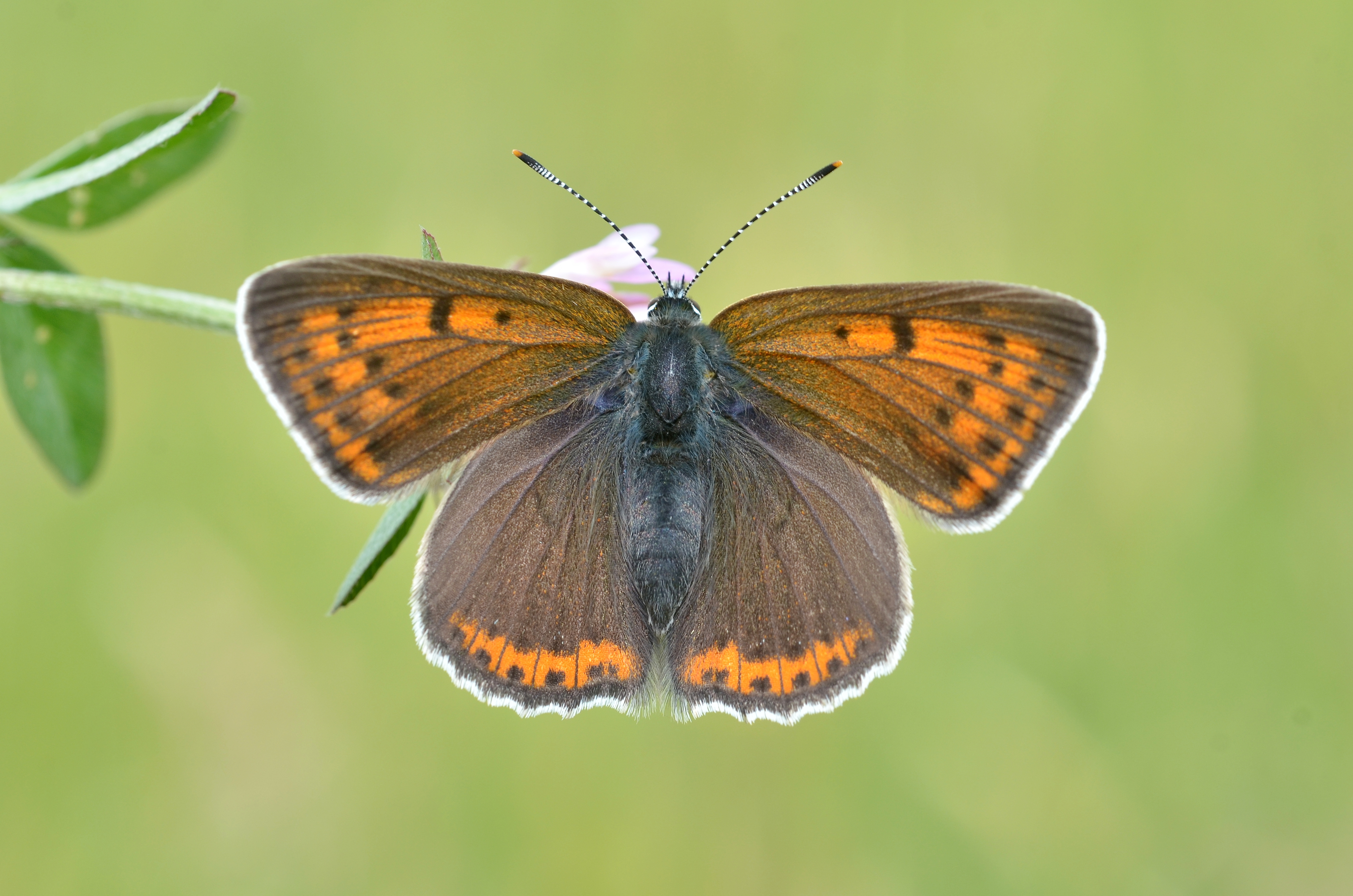
Con cái

## Sinh học
Loài này sinh một lứa vào tháng Sáu ở Bắc và Đông Âu, hai lứa vào tháng Năm và sau đó vào tháng Bảy ở Nam Âu. Con cái đẻ trứng riêng lẻ vào tháng 6-7. Sâu bướm ăn các loài chi Chút chít (chủ yếu là Rumex acetosella, Rumex acetosa, Rumex hydrolapathum, Rumex confertus) và Polygonum bistorta. Sâu bướm ngủ đông sau lần thay lông đầu tiên. Chúng phát triển thành nhộng trên mặt đất. Con trưởng thành bay từ tháng 6-7 đến tháng 9.

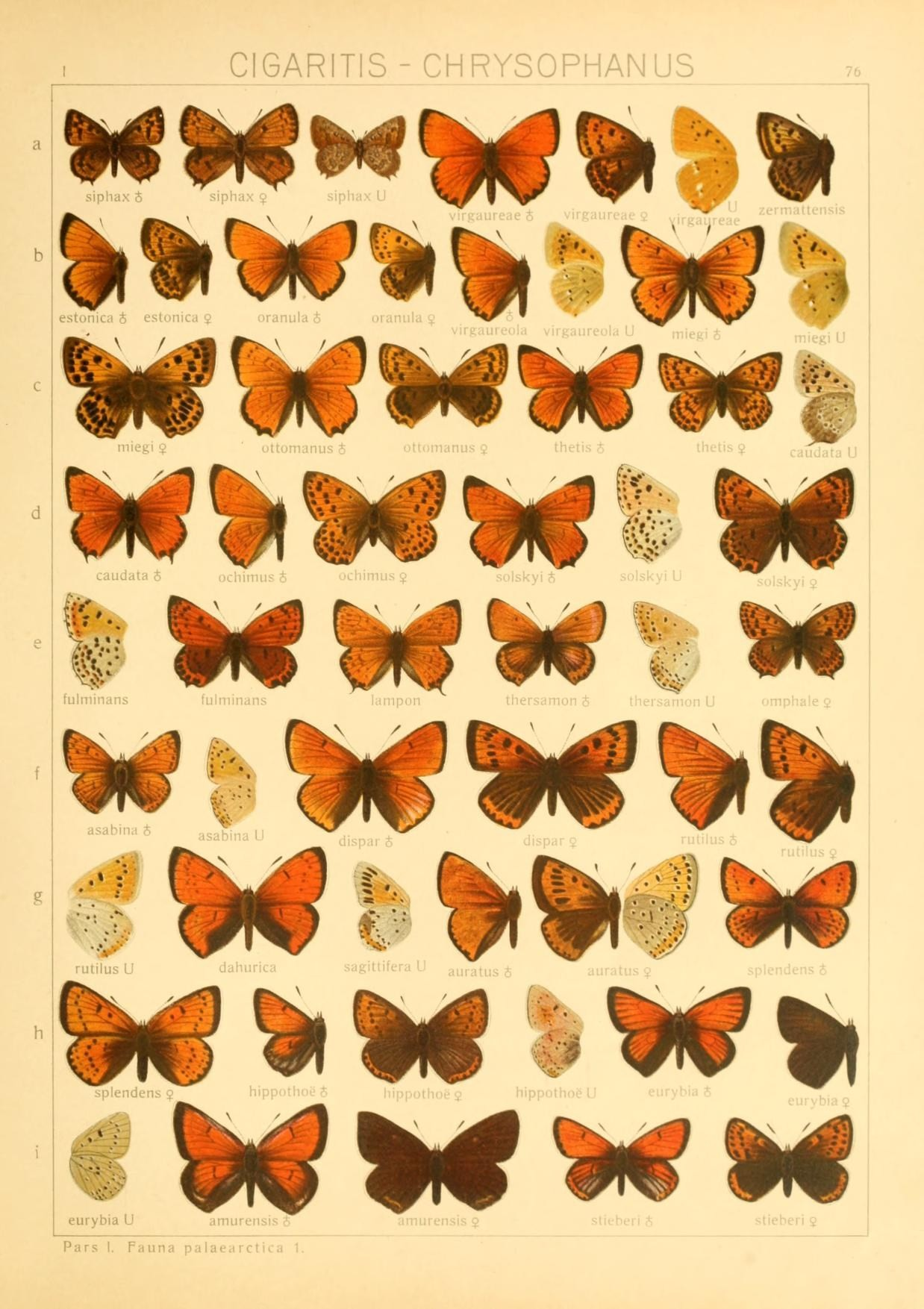
Seitz 76h, i

## Mô tả từ Seitz
C. hippothoe L. (eurydice Rott., chryseis Bkh.) (76 h). Màu vàng đồng sẫm hơn với ánh sáng hơi xanh, cả hai cánh của con đực có viền rộng màu đen, bao gồm phần rìa của cánh trước và phần hậu môn của cánh sau; cái bóng râm rất tối. Mặt dưới gần như đồng nhất màu xám, với nhiều ocelli, đĩa của cánh trước có màu hơi vàng. Ở Bắc, Trung và Nam Âu, lẻ tẻ, nhưng phổ biến ở nhiều địa phương. Dường như ngày nay vắng bóng ở Anh. Các mẫu vật bạch tạng có một bên trên màu trắng với màu xanh da trời thay vì màu xanh tím ở con đực; đây là ab. argenteola Schultz. Ocelli của mặt dưới đôi khi bị giảm đi, những cái ở giữa (ab. Decurtata Schultz) hoặc những cái ở rìa (ab. Orba Schultz), hoặc tất cả, đặc biệt thường ở eurybia (ab. Extincta Gillm.). Các đốm cũng có thể kéo dài và thống nhất với nhau (ab. Confluens Gerh.) Ở mọi mức độ có thể tưởng tượng được. - Ở dạng núi cao, eurybia O. (= eurydice Hbn.) (76 h) con cái thường hoàn toàn có màu nâu sẫm phía trên với các dấu hiệu khó nhận biết, trên cánh khó nhận biết là Chrysophanus; chỉ thỉnh thoảng là đĩa của cánh trước ở trên có màu hơi vàng và vàng bóng. Con đực có bên trên một màu đỏ bóng khá khác biệt hơn. Ở vùng núi của Thụy Sĩ và Scandinavia, cũng ở vùng núi Altai và các vùng núi châu Á khác. - Dạng italica Calb., Từ Apennines miền trung và miền bắc, là một sự chuyển đổi từ dạng điển hình sang eurybia. Con cái không có màu nâu sẫm ở trên, đĩa của cánh trước có màu nâu vàng bóng hơn. Đốm tế bào có thể nhìn thấy ở con đực nhưng nhỏ. - Một dạng eurybia phóng đại với phần bụng của con cái có màu nâu sẫm đậm là ab. nigra Favre. - amurensis Stgr. (76 i) là một dạng rất lớn từ Bắc Trung Quốc và Amurland; con cái rất sẫm màu, chỉ mang ở vùng hậu môn của cánh sau một dải hẹp màu vàng nhạt nửa đỏ; ocelli của mặt dưới được phát triển mạnh mẽ. - Stieberi Gerh. (76 i) là dạng nhỏ hơn từ Bắc Âu với màu đất đỏ vàng tươi ở mặt trên của con cái, mang bên dưới thường có dải dưới rìa màu vàng nhạt rất rõ ràng, ở con đực cũng rất nổi bật ở mặt trên, trong khi nó hoàn toàn không có ở những con đực của hà mã và eurybia. - candens H.-Schaff. là dạng sinh sống ở bán đảo Balkan và vùng trước châu Á. Con đực không có màu xanh lam và cánh trước ở trên hoàn toàn là màu nâu vàng ở con cái; rìa đen của mặt trên hẹp hơn ở cả hai giới. - Ter Haar mô tả một số mẫu vật do anh ta thu được tại Groningen ở Hà Lan mà anh ta nói có ánh xanh lam đã được biến đổi một cách kỳ lạ, được cô đặc lại thành những vệt và chấm màu xanh tím; anh ta gọi hình thức này từ môi trường sống của nó là ab. Groningana. - Ấu trùng màu xanh đậm như nhung, đầu nâu, đường sống lưng sẫm và một bên màu vàng; cho đến giữa tháng 5 trên Rumex. Nhộng màu nâu vàng như da, có đốm đen; nó nằm tự do trên mặt đất (Fryer). Bướm xuất hiện vào cuối tháng 5, ở các quận phía bắc muộn hơn một chút (đầu tháng 6) và được tìm thấy cho đến cuối tháng 7 trên các đồng cỏ um tùm, nơi chúng định cư trên các cây umbellifers hoặc trong cỏ, con đực luôn mở nửa cánh. . Các địa phương thường có quy mô rất nhỏ, đôi khi chỉ là một phần nhất định của đồng cỏ, tuy nhiên, các loài ở đó hầu như luôn rất phong phú. Con cái xuất hiện khoảng 2 - 3 tuần sau khi con đực bắt đầu bay. Dạng eurybia của dãy Alps cao không bắt đầu bay trước cuối tháng 7 và bắt đầu bay vào tháng 9; stieberi phía bắc cũng không xuất hiện trước tháng 7.

## Hình ảnh

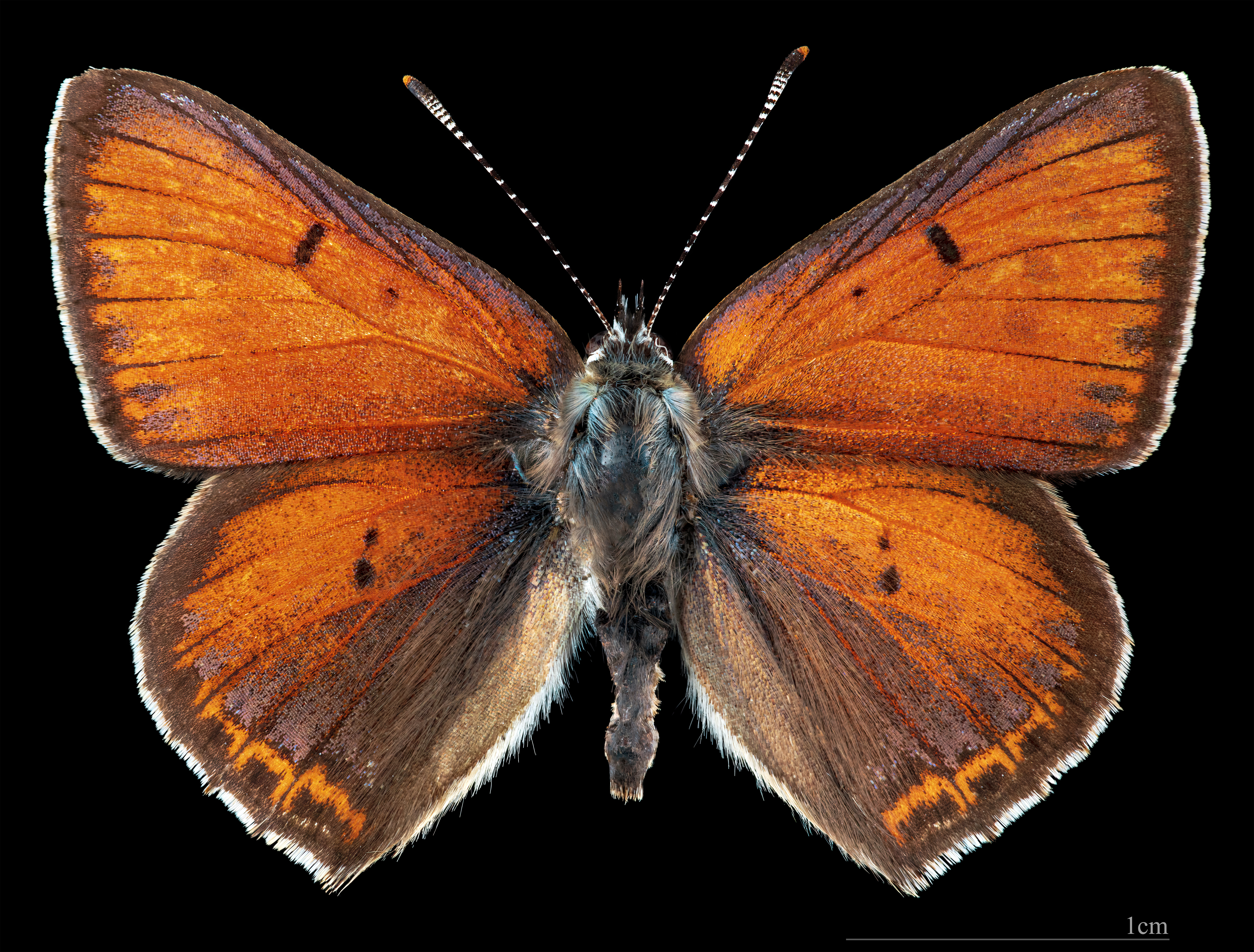
Đực, trên
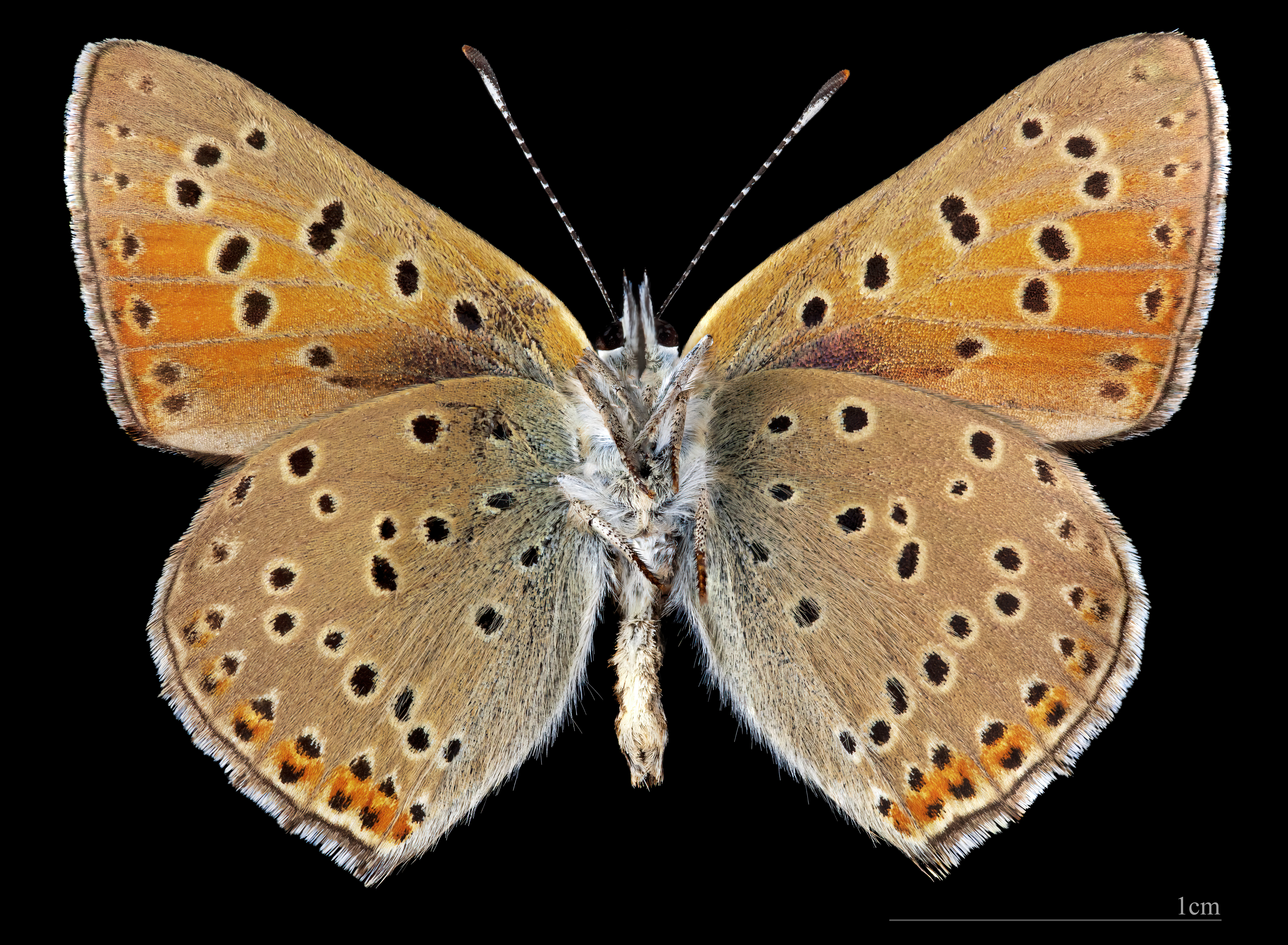
Đực, dưới
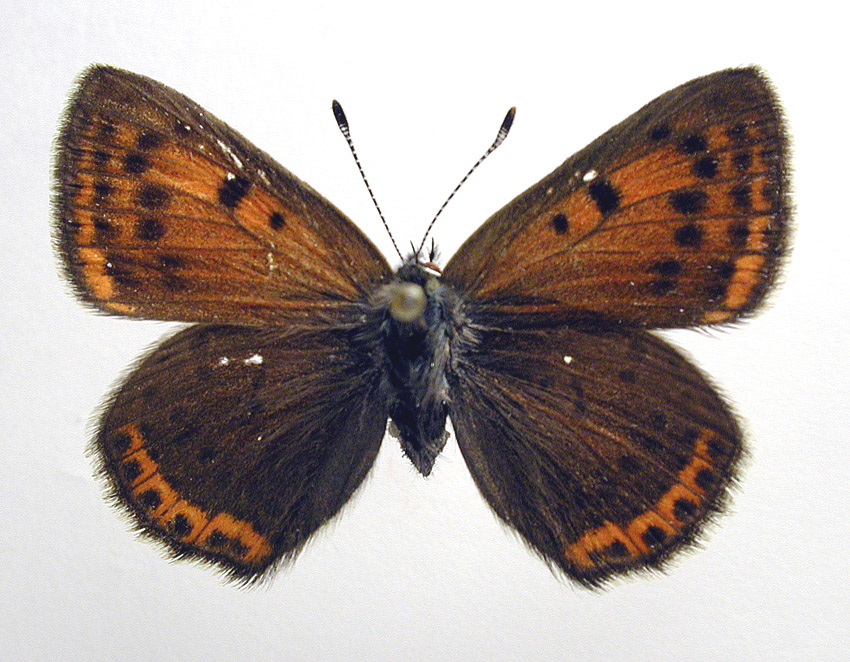
Cái, trên
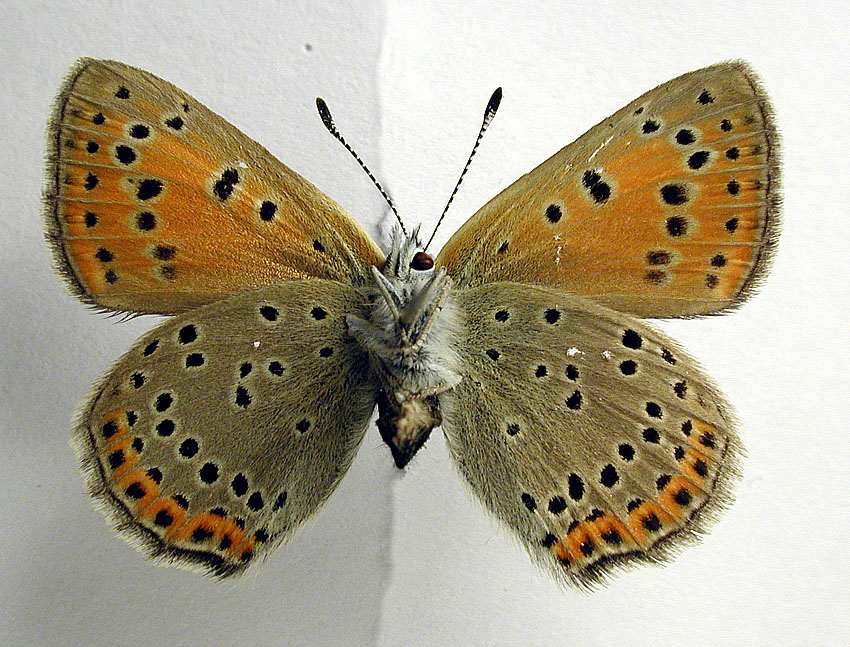
Cái, dưới